# 31년

## 연호
- 후한(後漢) 건무(建武) 7년

## 기년
- 후한(後漢) 광무제(光武帝) 7년
- 신라(新羅) 유리이사금(儒理泥師今) 8년
- 고구려(高句麗) 대무신왕(大武神王) 14년
- 백제(百濟) 다루왕(多婁王) 4년